# Црква Свете Петке у Жабљану
Црква Свете Петке налази се на удаљености од једног километра северно од села Жабљана. Посвећена је Преподобној Мајци Параскеви која се прославља 27. октобра међутим народ се у овој цркви, у већем броју, окупља 8. августа, када се прославља Преподобномученица Параскева Римљанка. Знатан број људи окупља се и на Богородични празник Живоносни Источник када су сеоске литије. Овај празник је покретан и прославља се у први петак након Васкрса.
Храм Св. Петке у Жабљану налази се у саставу Црквене општине Вучје.

## Историјат храма
Према једном веровању црква у Жабљану постојала је још за време Немањића. Ова црква порушена је за време Турака јер се само село Жабљане помиње у XV веку под именом Жабља бара. Постоји легенда о овој цркви по којој су Турци, након што су је срушили, скинули црквено звоно и у њега ставили злато а потом то сакрили у бунар који је затрпан.
Цркве су за време Турака веома тешко обнављане па је жабљанска црква била потпуно заборављена све до Другог светског рата. Након ослобођења, 1945. године, један мештанин сазидао је нову цркву од тугле на месту порушеног црквишта за време Турака. Ова црква била је једна мала просторија димензија 3x2 метара. Због тадашњих околности црква није до краја завршена а неколико хектара око цркве заплењено је. Након овога црква је поново пала у заборав а потом се и урушила. Црква туглара поново је обновљена 1983. од стране једног мештанина са идејом да се подигне нова од чвршћег материјала. Пројекат за нову цркву од чврстог материјала (цигле) израдио је архитекта Стојан Цветановић. Радови на изградњи нове цркве почели су 1987. године а 1988. завршени су груби радови.
Коначно, црква у Жабљану, захваљујући донацијама, потпуно је довршена 2008. године. 12. октобра исте године епископ нишки освештао је храм. Литургија је одслужена испред улазних врата цркве на импровизованом светом престолу. Свету Архијерејску литургију владика је одслужио уз саслужење: протојереја ставрофора Милутина Тимотијевића, ректора нишке Богословије, протојереја ставрофора Славка Миловановића, архијерејског намесника лесковачког, јереја Бобана Стојковића, професора нишке Богословије, јереја Ивана Милановића, пароха копашничког, јереја Братислава Пешића, пароха бунушког, јереја Мирослава Јовановића, пароха рударског и ђакона Владице Савића.

## Изглед храма
Храм Св. Петке зидан је по узору на цркву Св. Јована у Вучју. Једнобродан је, са апсидом и отвореним тремом. У изградњи храма коришћен је материјал који се данас највише користи у изградњи: цигла, бетон и гвожђе. Храм је окречен у бело а врата, прозори и остали отвори уоквирени су црвеном бојом. Трем је продужен да би повезао храм са звоником кои се налази десно од њега и тако од њих чини једну целину. Као такав представља специфично архитектонско решење које се ретко где може видети. Храм са улазним тремом а без продуженог трема дугачак је 15, широк 6 а висок 5,5 метара. Продужени трем, који спаја храм са звоником, дугачак је 8 метара. Коцкастог је облика, са кровом, у горњем делу су 4 полукружна отвора.
Улазни трем има 5 полукружна отвора док продужени трем има 4 полукружна отвора. Иза апсиде, у порти, налази се чесма која је зидана у потпуном складу са храмом.
Изнад главних, западних, врата налази се икона Св. Петке рађена на камену коју је осликао иконописац Братислав Здравковић из Вучја.
Унутрашња површина храма је мала а таваница је засведена. Под је поплочан мермерним плочицама, док је олтарски део, који је 20 сантиметара виши, покривен бродским подом. На средини наоса налази се дрвено постоље на коме је целивајућа икона Преподобне Мати Параскеве којој је храм посвећен. С десне стране налази се певница од дрвета, а са леве стране велики крст. Овај крст осликан је занимљивим детаљима, у центру је Распеће, лево Богородица, десно Св. Јован Богослов а у подножју Адамова лобања.
Наос и олтарски простор дели иконостас. На дверима је приказана сцена Благовести. Изнад двери приказана је тајна вечера, десно од ње су свети апостоли Матеј и Јован и на крају Св. Георгије.
У центру олтара је часна трпеза која је прекривена срачицом, затим индитијом и на крају илитоном у коме је увијен антиминс. На часној трпези налазе се дарохранилица и свећњак, нема Светог Јеванђеља, оно се доноси из вучјанске цркве када се служи литургија. Са леве стране налази се жртвеник на коме нема светих сасуда који се такође доносе из вучјанске цркве.